# Broadcast
Broadcast (англ. широкомовна передача) — передача повідомлення всім приймачам мережі. Досягається вказуванням спеціальної широкомовної адреси.

## Ethernet
В Ethernet широкомовна передача досягається вказуванням в кадрі FF:FF:FF:FF:FF:FF як адреси приймача.